# 欧奈 (奥布省)
欧奈（法語：Aulnay，法語發音：[o(l)nɛ]）是法国奥布省的一个市镇，属于奥布河畔巴尔区。

## 地理
欧奈（48°28'21"N, 4°24'20"E）面积10.44 平方千米，位于法国大東部大區奥布省，该省份为法国中北部省份，北起马恩省，西接塞纳-马恩省，西南至约讷省，东南至科多尔省，东临上马恩省。
与欧奈接壤的市镇（或旧市镇、城区）包括：布罗、布里耶库尔、瓦尔河畔沙莱特、多讷芒、雅塞讷、马尼库尔。

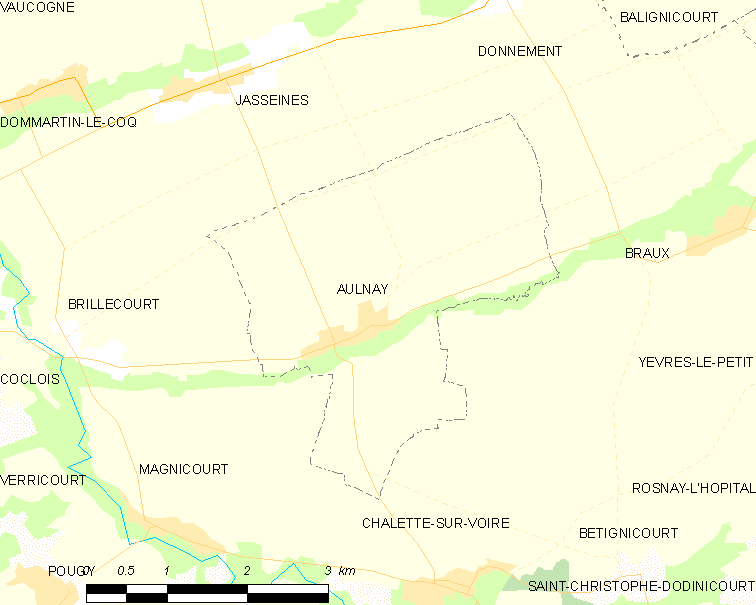
的OSM定位图

欧奈的时区为UTC+01:00、UTC+02:00（夏令时）。

## 行政
欧奈的邮政编码为10240，INSEE市镇编码为10017。

## 政治
欧奈所属的省级选区为布列讷堡县。

## 人口

1962-2008年间人口变化图示

欧奈于2022年1月1日时的人口数量为110人。